# Crimes of Passion (album)
Crimes of Passion è il secondo album di Pat Benatar, pubblicato nel 1980.
Raggiunse la seconda posizione della classifica di vendita Billboard 200 e contiene grandi successi come Hit Me with Your Best Shot (US #9), You Better Run (US #42), Treat Me Right (US #18) oltre a una reinterpretazione dell'hit internazionale di Kate Bush Wuthering Heights.
Anche Hell Is for Children, che non fu mai pubblicata come singolo riscosse un buon riscontro presso le stazioni radio statunitensi che trasmettono rock. Una versione dal vivo, tratta dall'album Live from Earth fu pubblicata tra anni più tardi come lato B del singolo Love Is a Battlefield.

## Tracce
1. Treat Me Right (Benatar, Lubahn) – 3:24
2. You Better Run (Brigati, Cavaliere) – 3:02
3. Never Wanna Leave You (Benatar, Geraldo, Neil Giraldo) – 3:13
4. Hit Me with Your Best Shot (Eddie Schwartz) – 2:51
5. Hell Is for Children (Benatar, Roger Capps, Geraldo, Giraldo) – 4:48
6. Little Paradise (Geraldo, Giraldo) – 3:32
7. I'm Gonna Follow You (Steinberg) – 4:28
8. Wuthering Heights  (Kate Bush) – 4:28
9. Prisoner of Love (Sheets) – 2:05
10. Out-a-Touch (Benatar, Geraldo, Myron Grombacher) – 4:16

## Formazione
- Pat Benatar: voce
- Neil Giraldo: chitarra solista. chitarra ritmica, tastiere, cori
- Scott St. Clair Sheets: chitarra ritmica
- Roger Capps: basso, cori
- Myron Grombacher: batteria, percussioni
- Produttore: Keith Olsen
- Ingegneri del suono: Keith Olsen e Chris Minto
- Masterizzazione: Greg Fulginiti e Jo Hansch all'Artisan Sound Recorders